# Dzieje Piotra i Dwunastu Apostołów
Dzieje Piotra i Dwunastu Apostołów – gnostycki utwór z Nag Hammadi (NHC 6,1). Według Wincentego Myszora można go zaliczyć do apokryfów. Treść o tendencjach ascetycznych, brak wyraźnych cech gnostyckich.